# 2017 у телебаченні
Список 2017 у телебаченні описує події у сфері телебачення, що відбулися 2017 року.

## Події

### Січень
- 1 січня
  - Припинення мовлення та закриття медіахолдингом «Вести Україна» телеканалу «UBR»[1].
  - Ребрендинг суспільного телеканалу «UA: Перший Ukraine» в «UA: Крим»[2].
  - Початок мовлення телеканалу «Культура» у мультиплексі MX-5 цифрової етерної мережі DVB-T2 на місці телеканалу «БТБ»[3].
  - Початок мовлення телеканалу «Рада» у локальному DVB-T мультиплексі Києва (43 ТВК).
- 2 січня — Припинення мовлення та закриття п'ятихатського регіонального телеканалу «Взгляд»[4].
- 5 січня — Перехід телеканалу «ZIK» до мовлення у широкоекранному форматі зображення 16:9.
- 12 січня — Ухвалення заборони мовлення російських телеканалів «Дождь» і «Телеклуб» на території України[5][6].
- 16 січня — Початок супутникового мовлення івано-франківського регіонального телеканалу «ОТБ Галичина»[7].
- 17 січня
  - Перехід телеканалів «1+1», «1+1 International» та «ПлюсПлюс» до мовлення у широкоекранному форматі зображення 16:9[8].
  - Відновлення мовлення київського регіонального державного «Центрального каналу» в Білій Церкві у стандарті DVB-T2[9].
- 20 січня — Перехід телеканалу «Квартал TV» на платну модель дистрибуції[10].
- Ребрендинг одеського регіонального телеканалу «Страна советов» у «Prime Time».
- Зміна логотипа «24 каналу».

### Лютий
- 1 лютого
  - Припинення мовлення та закриття телеканалу «Гамма».
  - Припинення супутникового мовлення музичного телеканалу «A-One Україна».
- 9 лютого — Початок мовлення україномовної версії телеканалу «National Geographic»[11].
- 13 лютого — Зміна логотипа телеканалу «Інтер»[12].
- 16 лютого — Чорноморський телеканал «ІТ-3» відмовився від мережевого партнерства телеканалу «2+2» і почав власне мовлення[13].
- 20 лютого — Припинення мовлення запорізької версії дніпровського «11 каналу» на 4 ТВК.

### Березень
- 1 березня — Припинення мовлення та закриття телеканалу «3s.tv»[14].
- 6 березня — Перехід одеського телеканалу «Репортер» до мовлення у широкоекранному форматі зображення 16:9.
- 15 березня — Початок мовлення нового телеканалу «Star Family», який транслює фільми й серіали власного виробництва компанії «Star Media».
- 20 березня — Запуск компанією «Євромедіа Україна» нового просвітницько-культурологічного телеканалу «Репетитор ТБ»[15].
- 23 березня — Початок мовлення україномовної версії телеканалу «Da Vinci»[16].
- 25 березня — Перехід телеканалу «XSPORT» до мовлення у форматі високої чіткості HD.
- 30 березня — Ребрендинг львівського регіонального телеканалу «Захід новини» у «ПравдаТУТ Львів»[17].
- Перехід криворізького регіонального телеканалу «Рудана» до мовлення у широкоекранному форматі зображення 16:9.
- Припинення мовлення та закриття слов'янського регіонального телеканалу «САТ»[18].

### Квітень
- 4 квітня — Перехід телеканалу «Бігуді» до мовлення у широкоекранному форматі зображення 16:9.
- 8 квітня — Припинення мовлення та закриття телеканалів «Гумор ТБ» і «Бабай ТБ»[19].
- 15 квітня — Припинення аналогового мовлення телеканалу «1+1» на 9 ТВК у Новограді-Волинському[20].
- 16 квітня — Запуск на базі телеканалу «Шанс» нового шепетівського регіонального телеканалу «Like TV»[21].

### Травень
- 15 травня — Початок супутникового мовлення телеканалу «Ера»[22].
- 21 травня — Припинення мовлення україномовної версії телеканалу «Euronews»[23].
- 22 травня — Зміна логотипа і графічного оформлення телеканалу «NewsOne»[24].

### Червень
- 1 червня
  - Перехід телеканалів «2+2» та «УНІАН» до мовлення у широкоекранному форматі зображення 16:9.
  - Зміна логотипа телеканалу «К1».
  - Ребрендинг фільмового телеканалу «TV1000 Русское кино» в «TV1000 World Kino» на території України[25].
- 15 червня — Ребрендинг регіонального телеканалу «КРТ Місто» у «ПравдаТУТ Київ»[26].
- 19 червня
  - Початок мовлення нового національно-патріотичного телеканалу «Zalp TV»[27].
  - Зміна логотипа і графічного оформлення та перехід міжнародного російськомовного телеканалу «RTVi» до мовлення в широкоекранному форматі зображення 16:9[28].

### Липень
- 5 липня — Зміна логотипа телеканалу «2+2»[29].
- 10 липня — Ребрендинг регіонального телеканалу «КРТ Київ» у «ПравдаТУТ Київ»[30].
- 17 липня
  - Перехід телеканалу «Перший діловий» до мовлення у широкоекранному форматі зображення 16:9.
  - Відновлення мовлення телеканалу «Ukrainan Fashion»[31].
- 25 липня
  - Припинення та закриття телеканалів «A-One Україна» та «Business»[32].
  - Початок мовлення нового бучанського регіонального телеканалу «Погляд».

### Серпень
- 1 серпня 
  - Припинення мовлення і закриття телеканалу «Ера»[33].
  - Перехід телеканалу «UA: Перший» до цілодобового формату мовлення.
- 8 серпня — Ребрендинг суспільного телеканалу «Культура» в «UA: Культура»[34].
- 14 серпня — Зміна графічного оформлення телеканалу «2+2».
- 24 серпня
  - Запуск на базі телеканалу «Тоніс» нового інформаційного телеканалу «Прямий»[35].
  - Зміна графічного оформлення «5 каналу».
- 28 серпня — Початок мовлення нового волинського регіонального «12 Каналу» на базі каналу «Слово Волині»[36].

### Вересень
- 1 вересня — Ребрендинг  телеканалу «QTV» в «ОЦЕ ТБ»[37][38].
- 6 вересня
  - Початок супутникового мовлення хмельницького регіонального телеканалу «TV7+»[39].
  - Початок супутникового мовлення Івано-Франківського регіонального телеканалу «РАІ»[40].
- 11 вересня
  - Початок супутникового мовлення волинського регіонального телеканалу «Аверс»[41].
  - Початок супутникового мовлення львівського регіонального телеканалу «ПравдаТУТ Львів»[41].
- 14 вересня — Перехід одеського регіонального телеканалу «Первый городской» до мовлення у широкоекранному форматі зображення 16:9 та мовлення у стандарті високої чіткості HD.
- 15 вересня — Ребрендинг, перехід маріупольського регіонального телеканалу «TV-7» до мовлення у широкоекранному форматі зображення 16:9 і початок його мовлення у стандарті HD.
- 16 вересня — Перехід вінницького регіонального телеканалу «ВІТА ТБ» до мовлення у широкоекранному форматі зображення 16:9 та мовлення у стандарті високої чіткості HD.
- 19 вересня
  - Початок супутникового мовлення сумського регіонального телеканалу «Відікон»[42].
  - Початок супутникового мовлення волинського регіонального «12 Каналу»[43].
- 22 вересня
  - Зміна логотипа і графічного оформлення телеканалу «ICTV» з нагоди його 25-річчя[44].
  - Початок супутникового мовлення регіонального телеканалу «Рівне 1»[45].
- 29 вересня — Початок мовлення нового культурно-просвітницького телеканалу «Sirius TV»[46].
- Початок аналогового мовлення телеканалу «ПравдаТУТ» на 24 ТВК в Березані[47].

### Жовтень
- 6 жовтня — Початок супутникового мовлення полтавського регіонального телеканалу «Місто»[48].
- 14 жовтня — Початок аналогового мовлення львівського регіонального телеканалу «Перший Західний» на 44 ТВК у Білолуцьку і в Зоринівці[49][50].
- 16 жовтня
  - Початок супутникового мовлення охтриського регіонального телеканалу «Пульсар»[48].
  - Відновлення супутникового мовлення львівського регіонального телеканалу «НТА»[48].
- 25 жовтня — Ребрендинг фільмових телеканалів «TV1000 Comedy», «TV1000 Premium» і «TV1000 Megahit» у «ViP Comedy», «ViP Premium» і «ViP Megahit» відповідно[51].

### Листопад
- 2 листопада
  - Припинення мовлення і закриття телеканалу «Ukrainan Fashion»[31].
  - Припинення супутникового мовлення волинського регіонального телеканалу «Аверс»[48].
- 7 листопада — Об'єднання Донецької та Луганської філій Суспільного в «UA: Донбас»[52].
- 9 листопада — Зміна логотипа і графічного оформлення телеканалу «XSPORT».
- 13 листопада
  - Початок супутникового мовлення полтавського регіонального телеканалу «ІРТ»[48].
  - Початок супутникового мовлення запорізького регіонального телеканалу «Z»[48].
- 15 листопада — Початок мовлення нових дитячих телеканалів «NIKI Kids» та «NIKI Junior» та їх версій у форматі високої чіткості HD[53].
- 22 листопада — Запуск компанією «1+1 Media» україномовної версії телеканалу «Paramount Comedy Україна»[54].
- 23 листопада — Ребрендинг розважального телеканалу «Pro BCE» в інформаційний «8 канал»[55].
- 27 листопада — Початок мовлення нового інформаційного телеканалу «Обоз»[56].

### Грудень
- 4 грудня — Початок мовлення телеканалів «NIKI Kids» та «NIKI Junior» на київській цифровій частоті 43 ТВК у форматі високої чіткості HD.
- 5 грудня — Перехід черкаського регіонального телеканалу «Антена» до мовлення у широкоекранному форматі зображення 16:9 та початок мовлення у стандарті високої чіткості (HD).
- 11 грудня — Зміна логотипів і перехід суспільних телеканалів «UA: Перший», «UA: Культура» та «UA: Крим» до мовлення у широкоекранному форматі зображення 16:9[57].
- 14 грудня — Початок мовлення нового фільмового телеканалу «Epic Drama».
- 19 грудня — Початок роботи OTT-провайдера «sweet.tv»[58].
- 20 грудня — Припинення супутникового мовлення львівського регіонального телеканалу «НТА»[48].
- 30 грудня — Припинення мовлення та закриття телеканалу «FilmUAction».

## Без точних дат
- Весна
  - Припинення мовлення запорізького регіонального телеканалу «ТВ-Голд».
  - Зміна логотипа і графічного оформлення телеканалу «O-TV».
  - Припинення мовлення та закриття білоцерківської регіональної ТРК «Бест»[9].
- Літо — Зміна графічного оформлення парламентського телеканалу «Рада».
- Ребрендинг запорізького регіонального телеканалу «Алекс» в «ALEX»[59].
- Перехід хмельницького регіонального телеканалу «Ексклюзив» до мовлення у широкоекранному форматі зображення 16:9.
- Ребрендинг телеканалу «100» у «100+».
- Початок мовлення нового телеканалу «Sport 1 Baltic».
- Перехід одеського регіонального телеканалу «Академія» до мовлення у широкоекранному форматі зображення 16:9 та стандарті високої чіткості (HD).
- Припинення мовлення та закриття телеканалу «Zalp tv».
- Припинення мовлення та закриття дрогобицького регіонального телеканалу «Алсет»[60].
- Припинення мовлення та закриття костянтинівського регіонального телеканалу «Скіф»[61].
- Зміна графічного оформлення телеканалу «СТБ».
- Припинення мовлення та закриття скадовського регіонального телеканалу «Обрій»[62].
- Початок супутникового мовлення спортивного телеканалу «MostVideo TV».